# RBAC FC
El RBAC FC (en tailandés: สโมสรฟุตบอลอาร์แบค) fue un equipo de fútbol de Tailandia que jugó en la Liga de Tailandia, la primera división nacional.

## Historia
Fue fundado en el año 1992 en la capital Bangkok con el nombre SET FC (Stock Exchange of Thailand) por empleados del Bangkok Metropolitan Administration FC, banco que desaparecería en 1998 por la crisis económica asiática de ese año.
En 1997 llega a la final del campeonato de la Liga de Tailandia, la cual pierde por 0-2 ante el Bangkok Bank FC. En 1998 pasa a llamarse Bangkok Metropolitan Administration FC donde finalizaría en el séptimo lugar.
Al año siguiente termina en el lugar 11 y debió jugar un playoff de permanencia donde salvaría la categoría. En ese año ganaría la Copa Yamaha venciendo en la final al Nakhon Si Thammarat FC.
Luego de terminar en cuarto lugar de la Liga de Tailandia en el 2000 sería reemplazado por el Rattana Bundit aduciendo problemas financieros, aunque su reemplazo conservó el escudo del club como si fuera una refundación. Ese año descendería a la Liga 2 de Tailandia. En 2010 originalmente desciende a la tercera categoría al terminar en el lugar 14, pero al expandir la cantidad de equipos a 16, jugó un playoff de permanencia con el Rajong FC, al que vence por 4-2 y mantuvo la categoría.
Al año siguiente desciende a las divisiones regionales, y el BEC Tero Sasana FC lo convierte en su equipo filial, cambiando su nombre por el de RBAC BEC Tero Sasana FC con el fin de producir jugadores jóvenes como el caso del FC Barcelona B. En la temporada 2012 el club jugó con una plantilla sub-19 y al año siguiente el club se separa del BEC Tero Sasana FC.
Al finalizar la temporada 2014 el club es tomado por el Ratchaburi FC como su equipo filial y pasaría a llamarse Ratchaburi Mitr Phol RBAC FC. En 2016 el RBAC Football Club decide disolver el equipo.

## Palmarés
- Copa Yamaha: 1

1998